# ヤーセン型原子力潜水艦
885型原子力潜水艦（885がたげんしりょくせんすいかん）は、ロシア海軍の原子力潜水艦の艦級。攻撃型潜水艦（SSN）と巡航ミサイル潜水艦（SSGN）の機能を兼ね備えており、ロシア語では多用途魚雷・有翼ロケット原潜（MPLATRK）と称される。計画名は「ヤーセン」（露: ≪Ясень≫、トネリコの意）であった。艦種記号上は潜水巡洋艦である。

## 来歴
ソ連海軍では、魚雷を主兵装とする魚雷原潜（PLAT）と有翼ロケット（巡航ミサイル）を主兵装とする有翼ロケット原潜（PLARK）を並行して整備してきた。第3世代原潜においては、PLATとしては945型（シエラ型）および971型（アクラ型）、PLARKとしては949型（オスカー型）が建造されており、また971型ではRK-55「グラナート」（SS-N-21）巡航ミサイルの運用能力を獲得したことから、多用途魚雷・有翼ロケット原潜（MPLATRK）と称された。
1970年代半ばより、国防省第1中央科学研究所（TsNII-1）において第4世代の攻撃原潜の検討が着手された。当初は「多目的」「対潜」「対空母」の3タイプが検討されたが、海軍総司令部や政府、造船省、設計局の議論を経て、これらの機能を兼ね備えることとなった。1980年3月26日のソ連閣僚会議決定によって開発が認可された。開発担当としてはラズリート設計局（第112設計局）とマラヒート設計局（第143設計局）が選ばれた。このうち、マラヒート設計局によって設計されたのが本型である。
1990年には設計が完了し、当初計画では1991年より1番艦の建造が開始されることになっていた。しかしソビエト連邦の崩壊の影響で起工は1993年にずれ込んだ上に、ロシア財政危機などによって予算不足が常態化し、建造は全体に遅延し、1996年には中断に追い込まれた。プーチン政権成立後の2000年11月には建造が再開されたものの、その後も建造ペースは遅く、進水は2010年、就役は2014年となった。

## 設計
885型は「静粛性に極めて優れた戦術巡航ミサイル大型多目的攻撃原潜」として設計された。

### 船体
全体的な船体設計は同設計局が手がけた971型（アクラ型）の発展型となっており、涙滴型船体に流線型のセイル、艦首部に引込式の潜舵、艦尾には十字型の縦横舵を備えるというレイアウトも同様である。セイルには、乗員全員を収容可能なレスキュー・チェンバーが設置されている。
構造様式は部分複殻式とされている。艦内は10区画に区分されており、第2～4および8セクションのみが単殻構造となっている。船体構造材としては、アクラ型と同様、降伏耐力は100 kgf/mm2の高張力鋼（最大厚48ミリ）が採用された。これにより、通常潜航深度520メートル、最大潜航深度600メートルを実現した。

### 機関
当初計画では、本型では静粛性と信頼性を向上させた新型の原子炉や蒸気タービンを搭載する予定とされていたが、開発ペースが合わず、1番艦では、VM-11原子炉（熱出力190メガワット）を中心とするOK-650V蒸気発生装置が搭載された。これは685型（マイク型）以来のOK-650シリーズの最終発展型にあたり、OK-9VM「サプフィール-VM」蒸気タービン（PTU）と組み合わせて、4万3000馬力の出力を発揮できた。
その後、2番艦以降では、当初予定どおり、KTP-6-185SP原子炉（熱出力200メガワット）が搭載された。これは原子炉と冷却系を一体化させることで信頼性を向上するとともに、25～30年と寿命の長い核燃料を採用することで、就役期間中の燃料交換は最大でも1回で済むようになった。また自然循環方式を採用することで騒音の低減も図ったとされているが、詳細は不明である。また蒸気タービンもミラーシュに変更された。これに伴い、計画番号は885M（または08851）に変更された。
推進器は7翼のスキュード・プロペラ1軸である。また補助機関として、出力800キロワットのディーゼル発電機と112基2群の蓄電池が搭載されている。水平舵には補助電動機2基（各560馬力）が取り付けられている。
なおレニングラードのマラヒート設計局は、1970年頃より、静粛性の極めて高い991型の研究に着手していた。この設計では、主要な騒音源であるボイラーや関連装置をラフト上に架して船体から隔離するとともに、もう一つの騒音源である発電機の変圧器を回転式ではなく非回転式とすることで、回転時に発生する騒音を抑制することになっていたとされる。この設計そのものは採用されなかったものの、885型の設計にあたって、その成果が反映されているとされている。

## 装備

### C4ISR
1980年代中期、ソ連海軍からの依頼を受けて、ルビン設計局では新型原潜のための第4世代ソナーの開発に着手した。1985年には試作機が667AK型K-403に艤装され、1990年代後半にかけて、音や電波雑音の影響、光ファイバーケーブルや新しいソナー冷却システムの効果の確認などに供された。
本型のMGK-600「イルトィシュ=アンフォラYa」統合ソナー・システムはその実用機にあたり、艦首の大型球形アレイ、船体側面の平面アレイ、そして上部縦舵から繰出される曳航アレイから構成される。アクティブ・パッシブの両機能を備え、探知距離は900キロに達する。またスカト3の航跡追尾機能を発展させ、3日前の航跡をも探知可能としたツカン航跡追尾装置を備えた。なお本システムは、ロシア潜水艦として初めて球形アレイを採用したソナーとなった。
潜水艦情報処理装置としては、アクラ型と同様、オムニブス型の改型が搭載された。また改メドヴェヂツァM型航法システム、ツィクロン衛星航法システム、モルニアMTS自動通信システム、ツナミ衛星通信装置なども装備された。

### 武器システム
533mm魚雷発射管を両舷に5門ずつ装備している。上記の通り、本型では艦首に球形アレイを配置したことから、魚雷発射管の装備位置は船体中部まで後退した。これは同時期のアメリカ海軍の原潜と同様の配置であった。兵装搭載数は30本、USET-80KM重魚雷または後継のUGST（汎用深深度誘導魚雷）、91R対潜ミサイルなどが用いられる。
本型では、ソビエト連邦・ロシアの攻撃原潜としては初めて、ミサイルの垂直発射システムを搭載した。これは直径2メートル×全長10メートルのSM-346垂直発射筒8本から構成されており、セイル後方に4本ずつ2列になって設置されている。それぞれの垂直発射筒にはキャニスターを介して複数発のミサイルを収容でき、合計で、3M14「カリブル」なら40発、P-800「オーニクス」や3M22 ツィルコンなら32発を搭載できる。885M は発射筒が10本に増強される見込み。

## 同型艦
| 設計 | 艦番号 | 艦名                                | 造船所     | 起工            | 進水            | 就役            | 配備       | 状態   |
| ---- | ------ | ----------------------------------- | ---------- | --------------- | --------------- | --------------- | ---------- | ------ |
| 885  | K-560  | セヴェロドヴィンスク «Северодвинск» | セヴマシュ | 1993年 12月28日 | 2010年 6月15日  | 2014年 6月17日  | 北方艦隊   | 現役   |
| 885M | K-561  | カザン «Казань»                     | セヴマシュ | 2009年 7月24日  | 2017年 3月31日  | 2021年 5月7日   | 北方艦隊   | 現役   |
| 885M | K-573  | ノボシビルスク «Новосибирск»        | セヴマシュ | 2013年 7月26日  | 2019年 12月25日 | 2021年 12月21日 | 太平洋艦隊 | 現役   |
| 885M | K-571  | クラスノヤルスク «Красноярск»       | セヴマシュ | 2014年 7月27日  | 2021年 7月30日  | 2023年 12月11日 | 太平洋艦隊 | 現役   |
| 885M | K-564  | アルハンゲリスク «Архангельск»      | セヴマシュ | 2015年 3月19日  | 2023年 11月29日 | 2024年 12月27日 | 北方艦隊   | 現役   |
| 885M | 未定   | ペルミ «Пермь»                      | セヴマシュ | 2016年 7月29日  | 2025年 3月27日  | 2023年？        | 太平洋艦隊 | 工事中 |
| 885M | 未定   | ウリヤノフスク «Ульяновск»          | セヴマシュ | 2017年 7月28日  |                 | 2024年？        |            | 工事中 |
| 885M | 未定   | ヴォロネジ «Воро́неж»                | セヴマシュ | 2020年 7月20日  |                 | 2027年？        | 北方艦隊   | 建造中 |
| 885M | 未定   | ウラジオストク «Владивосто́к»        | セヴマシュ | 2020年 7月20日  |                 | 2028年？        | 太平洋艦隊 | 建造中 |

### 運用史
第4世代多用途攻撃原潜である885型は、ソビエト連邦の崩壊後の1993年に1番艦「セヴェロドヴィンスク」の建造が開始された。しかし、1990年代のロシア経済の不振は著しく、既存の艦艇すら除籍されるほどの予算不足の影響で工事は停滞。そのため15年以上も建造状態であったが、2000年代後半のロシア経済の好調により、ようやく竣工の目途が立ちはじめた。
2007年7月、ロシア国防省の海上兵器・軍事機材発注・納入局長アナトーリー・シュレモフ中将は、「セヴェロドヴィンスク」が2009年中に海軍に引き渡されると語った。しかし、2009年3月19日、ロシア連邦海軍総参謀長代理オレグ・ブルツェフ中将は、記者会見において「セヴェロドヴィンスク」は2011年に受領される計画であると語った。2010年6月15日、ドミートリー・メドヴェージェフ大統領臨席の元、「セヴェロドヴィンスク」の進水式が行なわれた。翌2011年から海上公試が始まり、年内の竣工が予定されている。
2009年7月24日にセヴェロドヴィンスク造船所「セヴマシュ」にて2番艦「カザン」の起工式が行なわれた。「カザン」は885型の改良型である改885「ヤーセンM」型(「ヤーセンM」型としては1番艦)である。2017年3月31日にセヴェロドヴィンスク造船所で進水式が行なわれ、2018年9月24日には最初の航行試験(工場航行試験)へ出発した、2019年の夏までには工場航行試験を完了予定。竣工は2019年内を予定している。
2009年3月27日、ロシア国防省関係者はイタルタス通信に対し、「セヴェロドヴィンスク級原潜は、2017年までに最低でも6隻が建造される計画である」と語った。2011年には、ロシア海軍が2020年までに本級を10隻を就役させる予定であることが報じられた。しかしその後、後継としてハスキー級の計画が開始されたことから、本級の建造は2017年7月に起工された「ウリヤノフスク」で終了すること報じられた。
2019年6月27日に2隻の追加建造について契約が締結され、2020年7月20日起工式が行なわれた。
2024年11月11日、海上自衛隊第2航空群所属「P-3C」（八戸）は宗谷岬（北海道） の北東約８０ｋｍの海域において、西進航行するロシア海軍ウダロイ級フリゲート、マルシャル・ネデリン級ミサイル観測支援艦、バクラザン級救難えい船及びヤーセン級原子力潜水艦の計4隻が宗谷海峡通過確認し、これらの艦艇のうちヤーセン級原子力潜水艦は海自初確認と発表した。